# Prosopogryllacris rotundimacula
Prosopogryllacris rotundimacula is een rechtvleugelig insect uit de familie Gryllacrididae. De wetenschappelijke naam van deze soort is voor het eerst geldig gepubliceerd in 2001 door Ichikawa.